# Belmont House
Belmont est une maison géorgienne avec des jardins à Throwley, près de Faversham dans l'est du Kent. Construite entre 1769 et 1793, elle est décrite comme « un merveilleux exemple d'architecture géorgienne qui est resté complètement préservé ». La maison est célèbre pour la plus grande collection privée d'horloges d'Angleterre.

## Histoire
Il n'y a ni maison ni domaine sur le site jusqu'à ce que le terrain soit acheté en 1769 par Edward Wilks, magasinier des Royal Powder Mills à Faversham. La maison est conçue par l'architecte Samuel Wyatt . La maison d'origine est devenue une aile du bâtiment actuel . La maison actuelle est en grande partie créée entre 1789 et 1793 par le colonel John Montresor des Royal Engineers. Sa carrière est interrompue lorsqu'il est accusé de détournement de fonds et que la maison est achetée aux enchères en 1801 par le général George Harris  pour 9 000 £ . Ses descendants continuent à vivre à Belmont, la collection d'horloges étant assemblée par le 5e Lord Harris, qui est le premier président de l'Antiquarian Horological Society (en) pour laquelle Jonathan Betts est conseiller conservateur . La maison est maintenant détenue par une fiducie établie par Lord Harris .

## Jardins
Les jardins couvrent jusqu'à 14 acres. Dans le parc se trouvent un jardin clos, une pinède, une grotte de coquillages victorienne et une orangerie plantée d'orangers, de palmiers et d'autres arbres tropicaux. En 2001, le potager est restauré selon un projet d'Arabella Lennox-Boyd (en). Le Walnut Walk, passe devant une ligne de tombes d'animaux de compagnie et mène à la «Prospect Tower». Il est à l'origine utilisé comme pavillon d'été, puis utilisé plus tard comme pavillon par le quatrième baron, George Harris.